# Leonardo Fedrigo
Leonardo Fedrigo (Verona, 21 juli 1996) is een Italiaans wielrenner.

## Carrière
In 2017 reed Fedrigo in dienst van het Britse Team Wiggins. Namens die ploeg nam hij dat jaar onder meer deel aan de Internationale Wielerweek en Parijs-Roubaix voor beloften. Na in 2018 negen overwinningen in het Italiaanse nationale circuit te hebben behaald tekende Fedrigo voor het seizoen 2019 een contract bij Androni Giocattoli-Sidermec. Na vier maanden, waarin plek 94 in de tweede etappe van de Omloop van de Sarthe zijn beste resultaat was, vertrok hij echter weer.

## Ploegen
- 2017 –  Team Wiggins
- 2019 –  Androni Giocattoli-Sidermec (tot 30-4)

Belletti · Benfatto · Bisolti · Busato · Cardona · Cattaneo · Fedrigo · Flórez · Mar. Frapporti · Mat. Frapporti · Gavazzi · Masnada · Montaguti · Muñoz · Pelucchi · Rivera · Rumac · Spreafico · Vendrame · Viel · Bais (stagiair) · Ravanelli (stagiair) · Venchiarutti (stagiair)